# Leon Zieleniewski
Leon Aleksander Zieleniewski (ur. 4 lutego 1842 w Krakowie, zm. 5 czerwca 1921 tamże), polski inżynier, przemysłowiec, działacz społeczny.

## Życiorys
Urodził się 4 lutego 1842 w Krakowie. Był synem Ludwika i bratem Edmunda. Ukończył naukę w Instytucie Technicznym w Krakowie, a następnie studiował na politechnice w Berlinie Uzyskał dyplom inżyniera budowy maszyn. Od 1864 przez siedem lat był wykładowcą w krakowskim Instytucie Technicznym. Równolegle był członkiem państwowej komisji egznaminacyjnej tamże. Ponadto wykładał w Szkole Przemysłowej Miejskiej.
Podjął pracę w rodzinnej fabryce. Był dyrektorem działu handlowego. Po śmierci ojca (1885) i spaleniu się fabryki przy ul. św. Marka 31 (1886) wraz z bratem Edmundem pracował w zakładzie przy ul. Krowoderskiej
. W 1906 z brate rozpoczął budowę nowego zakładu przy ul. Grzegórzeckiej w Krakowie. W 1907 został prezesem Rady Nadzorczej firmy, która się przekształciła w Towarzystwo Akcyjne (C. K. Uprzywilejowana Fabryka Maszyn L. Zieleniewski Towarzystwo Akcyjne). Po fuzji z Fabryką Wagonów i Maszyn w Sanoku i Fabryką Maszyn księcia Lubomirskiego we Lwowie w 1913 przedsiębiorstwo nosiło nazwę Polskie Fabryki Maszyn i Wagonów L. Zieleniewski w Krakowie, Lwowie i Sanoku S. A.
Działał w krakowskim Towarzystwie Strzeleckim, w latach 1897-1907 był wiceprezesem tegoż. W 1908 został odznaczony Krzyżem Kawalerskim Orderu Franciszka Józefa. Zmarł 5 czerwca 1921 w Krakowie. Został pochowany w grobowcu rodzinnym na cmentarzu Rakowickim w Krakowie (pas 22) 7 czerwca 1921.
Był żonaty z Zofią z domu Stehlik (córką Edwarda Stehlika), z którą miał pięcioro dzieci: Ludwika, Mieczysława, Janinę po mężu Szpor, Marię po mężu Stawowczyk i Zygmunta (1887–1915). Zygmunt Zieleniewski w 1905 złożył maturę z odznaczeniem w IV Gimnazjum i Liceum im. Henryka Sienkiewicza w Krakowie. Przed I wojną światową ukończył studia prawnicze ze stopniem doktora praw. Uzupełnił wykształcenie w wiedeńskiej Akademii Handlowej po czym rozpoczął pracę w biurze komercjalnym fabryki we Lwowie. Poległ 9 czerwca 1915 Grabiczem, jako porucznik rezerwy i komendant kompanii c. i k. Pułku Piechoty Nr 13. Był odznaczony Krzyżem Zasługi Wojskowej z dekoracją wojenną.